# 霍赫旺德山
47°36′N 11°02′E / 47.600°N 11.033°E

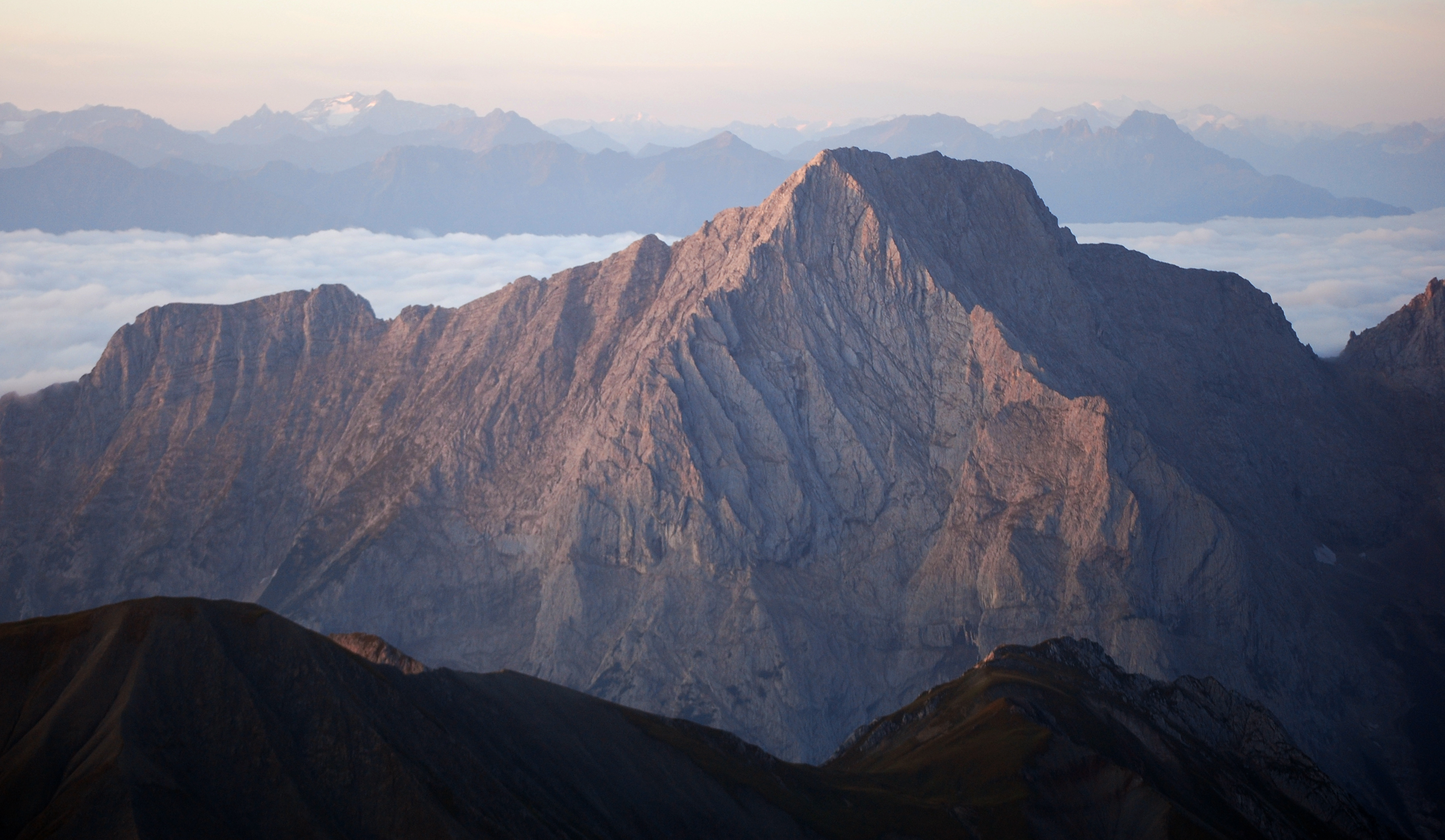

霍赫旺德山（德語：Hochwand），是奧地利的山峰，位於該國西部，由蒂羅爾州負責管轄，屬於米耶明山脈的一部分，海拔高度2,719米，人類在1873年首次登頂。